# Султан-Гірей Клич
Султа́н-Гіре́й Клич (рос. Султан-Гирей Клыч ног. Солтан Кылыш-Гирей або Sultan-Girey Kıç; 15 березня 1880, адизький аул Уяла (за іншими даними — Майкоп) — 16 січня 1947, Москва, РСФСР,СРСР) — російський і ногайський військовик, учасник Білого руху та національно-визвольного руху північнокавказьких народів.

## Життєпис
Походив з родини ногайських аристократів — правителів адигів, нащадків кримських ханів. Син прапорщика Султан-Шахана. Закінчив кадетський корпус та Єлисаветградське кавалерійське училище. Служив у 18-му Сіверському драгунському полку.
У званні поручика учасник придушення революції 1905 року. За цим дослужився до штабс-ротмістра 12-го Білгородського уланського полку.
Під час Першої світової війни служив у кавалерії. Дізнавшись про формування «Дикої дивізії» перейшов туди командиром 3-ї сотні Черкеського кінного полку, закінчив — полковником, командиром того ж полку кавказької тубільної дивізії (т. зв. «Дикої дивізії»), і на цій посаді закінчив війну полковником (командиром полку став Крим Селетович Султан-Ґірей, його родич, який служив там само), отримавши всі можливі в його становищі нагороди, включаючи Орден Св. Георгія і Золоту зброю «За хоробрість».
Улітку 1917 року — полковник, учасник корніловського виступу. 25 березня 1918 за поданням командувача військами Кубанського краю за бойові відзнаки — генерал-майор. У Добровольчій армії вже до осені призначений командиром 2-ї бригади 1-ї Кінної дивізії, а 21 грудня — начальником Черкеської кінної дивізії (також званої «Дикою дивізією»), яка активно боролася з більшовиками і відзначилася репресіями проти іногороднього населення Кубані, що симпатизувало більшовикам. У 1920 році після поразки і евакуації ЗСПР до Криму, разом із залишками своєї дивізії перейшов з дозволу грузинського уряду кордон Грузинської Демократичної республіки, де і був інтернований. Потім поїхав до Криму, а звідти за наказом генерала Петра Врангеля до Карачаєвської області Північного Кавказу для організації «біло-зелених» загонів. Командуючи сформованими загонами, у боях з Червоною армією, зазнав поразки і знову втік до Грузії. Навесні 1921 року емігрував до Туреччини, а звідти до Європи.
В еміграції став одним із керівників націоналістичної «Народної партії горців Північного Кавказу», що боролася за відторгнення Північного Кавказу від СРСР і створення Північно-Кавказької республіки. Був членом її ЦК, входив до складу «Комітету незалежності Кавказу», що складався з керівників грузинських, вірменських, азербайджанських та гірських націоналістів.

На суді у Москві. Перший ряд, зліва направо: Петро Краснов, Андрій Шкуро, Султан-Гірей Клич

У Другу світову війну разом з іншими кавказькими і закавказькими націоналістами організував низку «Національних комітетів» і взяв активну участь у формуванні військових гірських частин, також командував горянами (6 тис. солдатів) в Козачому корпусі ген. П. М. Краснова. В Ставрополі став випускати газету «Газават». 1942 року разом з дагестанцем Ахмед-Набі Агаєвим і осетином Аліханом Кантемировим починає формування 2-го Туркестанського легіону. Невдовзі створена ним Кавказька дивізія була переведена до Боснії, де брала участь у придушенні партизанського руху. На початку 1943 року переведено до Італії, де в травні 1945 року інтернована англійцями в Обердраубурзі.

## Страта
29 травня 1945, в числі 125 кавказьких офіцерів був доставлений в Юденбург, де за порушеннями зобов'язань Великої Британії переданий британцями органам НКВС, які етапували його до Москви. Відповідно до Указу Президії Верховної Ради СРСР від 19 квітня 1943 року Військова колегія Верховного Суду СРСР в січні 1947 року засудила обвинувачених Краснова П. М., Шкуро А. Г., Султан-Ґерая Килича, Краснова С. Н., Доманова Т. М. і фон Панвіца до страти через повішення. 16 січня 1947 року вирок був приведений у виконання.